# アンティリア

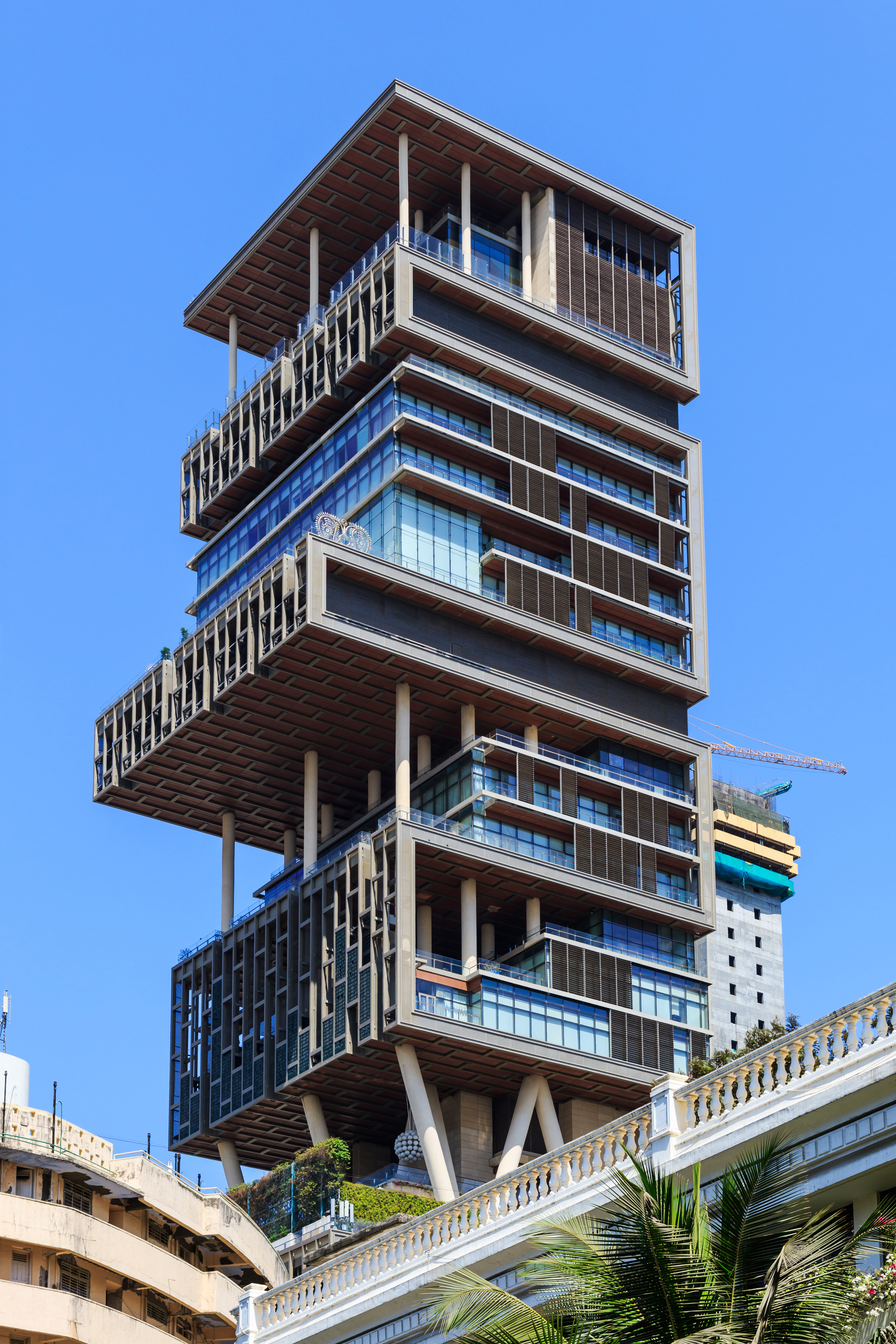
アンティリア

アンティリアは、インドムンバイにある超高層住宅。世界で最も高級な個人宅と言われている。

## 概要
ムケシュ・アンバニの SK Barodawala Marg, Tardeo, Mumbai, Maharashtra 400026に建つ邸宅で、27階建て、高さ173m。総面積は、40万平方フィート。2010年に完成した。総工費は840億円。このビルは、マグニチュード8クラスの地震にも耐えられる。さらに、このタワーには、３つのヘリポート、スパ、ジム、6階建ての駐車場、ガソリンスタンド、寺院、50席ある映画館、9つの高速エレベーターがある。由来はアンティル諸島。また、このビルにはスタッフが600人ほど常駐していると言われている。